# Tonte de cheveux
 (décembre 2012).
Si vous disposez d'ouvrages ou d'articles de référence ou si vous connaissez des sites web de qualité traitant du thème abordé ici, merci de compléter l'article en donnant les références utiles à sa vérifiabilité et en les liant à la section « Notes et références ».
Pour d'autres sens du terme « tonte », voir Tonte.

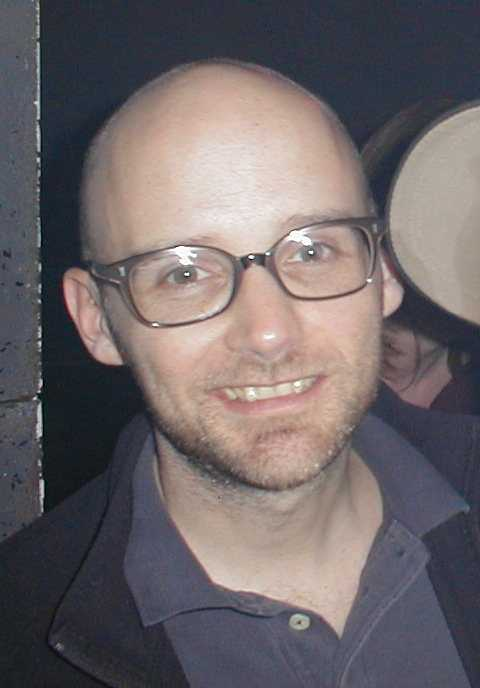
Moby a le crâne rasé.

La tonte des cheveux consiste à couper les cheveux très ras, typiquement à quelques millimètres du cuir chevelu, voire en le dénudant totalement, de sorte que la coupe de cheveux ne modifie pas la forme du crâne.

## Pratiques

### Motivations
La tonte peut avoir un but hygiénique (pour enlever les poux et autres parasites), pratique (faciliter le massage de la tête), dans un but d'uniformisation (dans l'armée ou dans les monastères bouddhistes (voir Bonze) par exemple ), afin de masquer une calvitie, ou encore par humiliation (tondues d'après guerre et tontes dans les camps de concentration). C'est aussi un code de reconnaissance (« crânes rasés » ou skinheads). Elle peut porter un message, de solidarité (avec les personnes qui perdent leurs cheveux) ou de protestation. La tonte est aussi rituelle (rites initiatiques, deuil) ou religieuse.
Une pratique voisine est la tonsure, qui consiste à ne tondre qu'une partie des cheveux.

### Sexualité
Le fétichisme mélangeant la sexualité et la tonte des cheveux est appelé la tricophilie.

## Dans le monde et dans l'Histoire

### Europe

#### France
Pendant la Guerre de Vendée et la Chouannerie, les Vendéens et les Chouans avaient pour habitude de tondre les prisonniers républicains. Ceux-ci étaient ensuite libérés après avoir prêté le serment de ne plus se battre contre les royalistes, ils pouvaient ainsi être reconnus s'ils trahissaient leur serment.
À la Libération, des femmes accusées d'avoir collaboré avec les soldats ennemis furent tondues.

#### Pays-Bas
Dans les années 1990, le crâne rasé était l'un des signes de reconnaissance des gabbers.

#### Royaume-Uni
À la fin des années 1960, les skinheads, subculture de jeunes britanniques, portent le crâne rasé.

#### Russie
Dans les années 1980, les Liouberetskaya, bandits de la région moscovite, avaient le crâne rasé pour signe de reconnaissance.

### Afrique

#### Égypte antique
Pharaon avait le crâne rasé.